# دوقية هسن الكبرى
دوقية هسن الكبرى دولة عضو في الاتحاد الألماني من 1806، عندما رفعت لاندغريفية هسن دارمشتات إلى دوقية كبرى، حتى عام 1918، عندما تمت الإطاحة بجميع الممالك الألمانية. قبل عام 1866، وكانت جارتها الشمالية وشقيقتها هسن كاسل اللاندغريفية السابقة، والانتخابية منذ عام 1803، لهذا السبب، تعرف بالعامية أحيانا هذه الدولة باسم هسن دارمشتات.

## تقسيم هسن الإداري

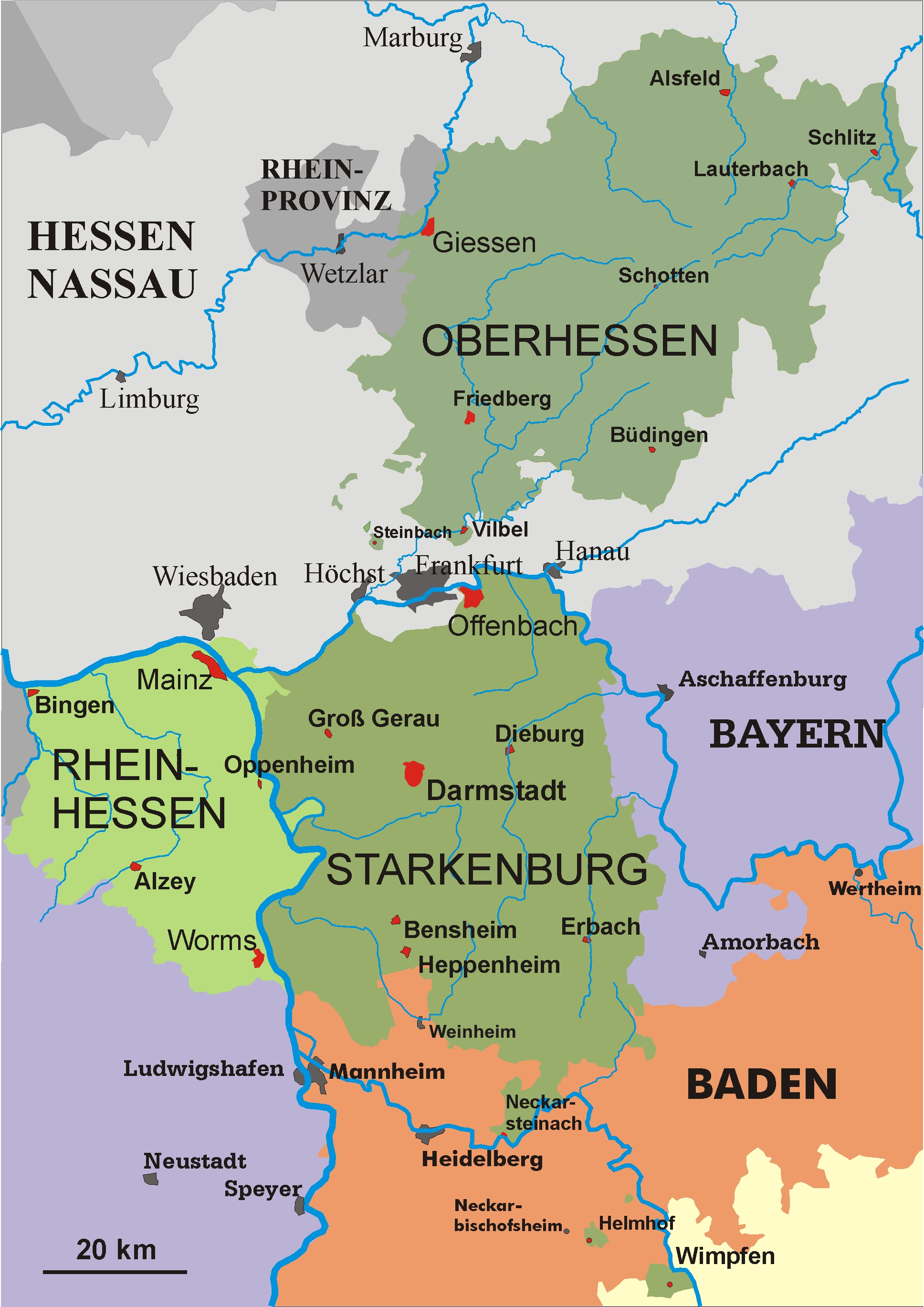
مقاطعات دوقية هسن الكبرى الثلاثة: هسن العليا، شتاركنبورغ وهسن الراين

كانت دوقية هسن الكبرى مقسمة إلى ثلاثة مقاطعات:
- شتاركنبورغ: (العاصمة: دارمشتات) ضفة الراين اليمنى، جنوب نهر ماين
- هسن الراينية، (العاصمة: ماينتس) ضفة الراين اليسرى K أراضي مكتسبة بموجب مؤتمر فيينا
- هسن العليا (العاصمة: غيسن) شمال نهر ماين، فـُصلت عن شتاركنبورغ من قبل مدينة فرانكفورت الحرة.